# Molise Moscato bianco
Il Molise Moscato bianco è un vino DOC la cui produzione è consentita nelle province di Campobasso e Isernia.

## Caratteristiche organolettiche
- colore: bianco paglierino, più o meno intenso, a volte dorato
- odore: caratteristico, armonico
- sapore: armonico, caratteristico

## Produzione
Provincia, stagione, volume in ettolitri
- nessun dato disponibile